# Just Leopold Frisch
Pour les articles homonymes, voir Frisch.
Just Leopold (ou Jodocus Leopold) Frisch, naturaliste, fils de Johann Leonhard Frisch lui-même naturaliste, est né à Berlin en 1714 et mort en 1789.

## Biographie
Il continua l'ouvrage de son père : Oiseaux de l'Allemagne.
Il publia entre autres : Tableau systématique des quadrupèdes, distribués en ordres, genres et espèces (1775), Musaei Hoffmanniani petrificata et lapides (1741) et Recherches d'histoire naturelle' (1742).